# 吕西安·博德里耶
吕西安·博德里耶（法語：Lucien Baudrier，1861年12月13日—1930年10月22日），法国男子帆船运动员。他曾代表法国参加1900年夏季奥林匹克运动会帆船比赛，获得一枚铜牌。